# Canottaggio ai Giochi della XX Olimpiade - Quattro senza maschile
La competizione del quattro senza maschile dei Giochi della XX Olimpiade si è svolta nei giorni dal 27 agosto al 2 settembre 1972 presso il Regattastrecke Oberschleißheim di Oberschleißheim.

## Programma
| Data              | Round        | Note                                                |
| ----------------- | ------------ | --------------------------------------------------- |
| 27 agosto 1972    | 4 Batterie   | Il vincitore in semifinale. I restanti ai recuperi. |
| 29 agosto 1972    | 4 Recuperi   | I primi due in semifinale.                          |
| 30 agosto 1972    | 2 Semifinali | I primi tre in Finale A. I restanti in finale B.    |
| 1º settembre 1972 | Finale B     |                                                     |
| 2 settembre 1972  | Finale A     |                                                     |

## Risultati

### Batterie
| Pos. | Nazione        | Atleti                                                             | Tempo   | Nota |
| ---- | -------------- | ------------------------------------------------------------------ | ------- | ---- |
| 1    | Romania        | Emeric Tuşa, Adalbert Agh Mihai Naumencu, Francisc Papp            | 6'49"11 | Q    |
| 2    | Norvegia       | Ole Nafstad, Tom Amundsen Kjell Sverre Johansen, Svein Erik Nilsen | 6'53"27 |      |
| 3    | Canada         | Ian Gordon, Karel Jonker Gregory Rokosh, Donald Curphey            | 7'02"34 |      |
| 4    | Jugoslavia     | Marko Mandič, Jože Berc Jure Potočnik, Miloš Janša                 | 7'05"00 |      |
| 5    | Corea del Nord | Kim Ki-Tae, Ham Il-Nyon Kim Un-Son, Hong Song-Su                   | 7'10"57 |      |

| Pos. | Nazione       | Atleti                                                         | Tempo   | Nota |
| ---- | ------------- | -------------------------------------------------------------- | ------- | ---- |
| 1    | Nuova Zelanda | Dick Tonks, Dudley Storey Ross Collinge, Noel Mills            | 6'47"27 | Q    |
| 2    | Svizzera      | Hans-Jörg Bendiner, Walter Steiner Thomas Macher, Kurt Baumann | 6'55"81 |      |
| 3    | Argentina     | Oscar de Andrés, José Manuel Bugia Luciano Wilk, Tomás Forray  | 6'59"72 |      |
| 4    | Ungheria      | Csaba Czakó, András Kormos József Csermely, Antal Melis        | 7'02"98 |      |
| 5    | Messico       | José Luis Morales, Arturo Figueroa Arcadio Padilla, Juan López | 7'20"00 |      |

| Pos. | Nazione        | Atleti                                                                | Tempo   | Nota |
| ---- | -------------- | --------------------------------------------------------------------- | ------- | ---- |
| 1    | Germania Est   | Frank Forberger, Dieter Grahn Frank Rühle, Dieter Schubert            | 6'43"87 | Q    |
| 2    | Gran Bretagna  | Fred Smallbone, Lenny Robertson Jim Clark, William Mason              | 6'45"30 |      |
| 3    | Germania Ovest | Joachim Ehrig, Peter Funnekötter Franz Held, Wolfgang Plottke         | 6'47"53 |      |
| 4    | Italia         | Primo Baran, Angelo Rossetto Pier Angelo Conti Manzini, Abramo Albini | 6'53"85 |      |
| 5    | Francia        | Patrick Sellier, Roger Rouyer Gérard Chenuet, Yves Fraisse            | 6'56"58 |      |

| Pos. | Nazione          | Atleti                                                                 | Tempo   | Nota |
| ---- | ---------------- | ---------------------------------------------------------------------- | ------- | ---- |
| 1    | Unione Sovietica | Anatoliy Tkachuk, Igor Kashurov Aleksandr Motin, Vitaly Sapronov       | 6'42"40 | Q    |
| 2    | Danimarca        | Willy Poulsen, Peter Christiansen Egon Pedersen, Rolf Andersen         | 6'47"60 |      |
| 3    | Bulgaria         | Biser Boyadzhiev, Borislav Vasilev Nikolay Kolev, Metodi Khalvadzhiski | 6'47"99 |      |
| 4    | Stati Uniti      | Charles Hewitt, William Miller Dick Dreissigacker, Jim Moroney         | 6'57"05 |      |
| 5    | Cuba             | Eralio Cabrera, Troadio Delgado Ramón Luperón, Angel Serra             | 7'07"61 |      |

### Recuperi
| Pos. | Nazione        | Atleti                                                         | Tempo   | Nota |
| ---- | -------------- | -------------------------------------------------------------- | ------- | ---- |
| 1    | Germania Ovest | Joachim Ehrig, Peter Funnekötter Franz Held, Wolfgang Plottke  | 6'58"10 | Q    |
| 2    | Danimarca      | Willy Poulsen, Peter Christiansen Egon Pedersen, Rolf Andersen | 7'04"37 | Q    |
| 3    | Ungheria       | Csaba Czakó, András Kormos József Csermely, Antal Melis        | 7'16"06 |      |
| 4    | Corea del Nord | Kim Ki-Tae, Ham Il-Nyon Kim Un-Son, Hong Song-Su               | 7'18"30 |      |

| Pos. | Nazione       | Atleti                                                        | Tempo   | Nota |
| ---- | ------------- | ------------------------------------------------------------- | ------- | ---- |
| 1    | Gran Bretagna | Fred Smallbone, Lenny Robertson Jim Clark, William Mason      | 7'06"79 | Q    |
| 2    | Cuba          | Eralio Cabrera, Troadio Delgado Ramón Luperón, Angel Serra    | 7'11"23 | Q    |
| 3    | Argentina     | Oscar de Andrés, José Manuel Bugia Luciano Wilk, Tomás Forray | 7'12"74 |      |
| 4    | Jugoslavia    | Marko Mandič, Jože Berc Jure Potočnik, Miloš Janša            | 7'18"18 |      |

| Pos. | Nazione     | Atleti                                                         | Tempo   | Nota |
| ---- | ----------- | -------------------------------------------------------------- | ------- | ---- |
| 1    | Svizzera    | Hans-Jörg Bendiner, Walter Steiner Thomas Macher, Kurt Baumann | 7'03"31 | Q    |
| 2    | Canada      | Ian Gordon, Karel Jonker Gregory Rokosh, Donald Curphey        | 7'06"90 | Q    |
| 3    | Francia     | Patrick Sellier, Roger Rouyer Gérard Chenuet, Yves Fraisse     | 7'09"33 |      |
| 4    | Stati Uniti | Charles Hewitt, William Miller Dick Dreissigacker, Jim Moroney | 7'13"95 |      |

| Pos. | Nazione  | Atleti                                                                 | Tempo   | Nota |
| ---- | -------- | ---------------------------------------------------------------------- | ------- | ---- |
| 1    | Italia   | Primo Baran, Angelo Rossetto Pier Angelo Conti Manzini, Abramo Albini  | 7'00"65 | Q    |
| 2    | Bulgaria | Biser Boyadzhiev, Borislav Vasilev Nikolay Kolev, Metodi Khalvadzhiski | 7'02"69 | Q    |
| 3    | Norvegia | Ole Nafstad, Tom Amundsen Kjell Sverre Johansen, Svein Erik Nilsen     | 7'03"08 |      |
| 4    | Messico  | José Luis Morales, Arturo Figueroa Arcadio Padilla, Juan López         | 7'32"31 |      |

### Semifinali
| Pos. | Nazione        | Atleti                                                                | Tempo   | Nota |
| ---- | -------------- | --------------------------------------------------------------------- | ------- | ---- |
| 1    | Nuova Zelanda  | Dick Tonks, Dudley Storey Ross Collinge, Noel Mills                   | 7'03"99 | Q    |
| 2    | Germania Est   | Frank Forberger, Dieter Grahn Frank Rühle, Dieter Schubert            | 7'06"88 | Q    |
| 3    | Germania Ovest | Joachim Ehrig, Peter Funnekötter Franz Held, Wolfgang Plottke         | 7'10"56 | Q    |
| 4    | Canada         | Ian Gordon, Karel Jonker Gregory Rokosh, Donald Curphey               | 7'13"61 |      |
| 5    | Italia         | Primo Baran, Angelo Rossetto Pier Angelo Conti Manzini, Abramo Albini | 7'14"20 |      |
| 6    | Cuba           | Eralio Cabrera, Troadio Delgado Ramón Luperón, Angel Serra            | 7'36"30 |      |

| Pos. | Nazione          | Atleti                                                                 | Tempo   | Nota |
| ---- | ---------------- | ---------------------------------------------------------------------- | ------- | ---- |
| 1    | Romania          | Emeric Tuşa, Adalbert Agh Mihai Naumencu, Francisc Papp                | 7'12"50 | Q    |
| 2    | Danimarca        | Willy Poulsen, Peter Christiansen Egon Pedersen, Rolf Andersen         | 7'16"01 | Q    |
| 3    | Unione Sovietica | Anatoliy Tkachuk, Igor Kashurov Aleksandr Motin, Vitaly Sapronov       | 7'16"59 | Q    |
| 4    | Gran Bretagna    | Fred Smallbone, Lenny Robertson Jim Clark, William Mason               | 7'22"21 |      |
| 5    | Svizzera         | Hans-Jörg Bendiner, Walter Steiner Thomas Macher, Kurt Baumann         | 7'23"87 |      |
| 6    | Bulgaria         | Biser Boyadzhiev, Borislav Vasilev Nikolay Kolev, Metodi Khalvadzhiski | 7'24"93 |      |

### Finale B
| Pos. | Nazione       | Atleti                                                                 | Tempo   | Nota |
| ---- | ------------- | ---------------------------------------------------------------------- | ------- | ---- |
| 7    | Gran Bretagna | Fred Smallbone, Lenny Robertson Jim Clark, William Mason               | 6'52"89 |      |
| 8    | Bulgaria      | Biser Boyadzhiev, Borislav Vasilev Nikolay Kolev, Metodi Khalvadzhiski | 6'54"54 |      |
| 9    | Canada        | Ian Gordon, Karel Jonker Gregory Rokosh, Donald Curphey                | 6'57"18 |      |
| 10   | Italia        | Primo Baran, Angelo Rossetto Pier Angelo Conti Manzini, Abramo Albini  | 6'57"59 |      |
| 11   | Svizzera      | Hans-Jörg Bendiner, Walter Steiner Thomas Macher, Kurt Baumann         | 6'59"41 |      |
| 12   | Cuba          | Eralio Cabrera, Troadio Delgado Ramón Luperón, Angel Serra             | 7'10"83 |      |

### Finale A
| Pos.    | Nazione          | Atleti                                                           | Tempo   | Nota |
| ------- | ---------------- | ---------------------------------------------------------------- | ------- | ---- |
| Oro     | Germania Est     | Frank Forberger, Dieter Grahn Frank Rühle, Dieter Schubert       | 6'24"27 |      |
| Argento | Nuova Zelanda    | Dick Tonks, Dudley Storey Ross Collinge, Noel Mills              | 6'25"64 |      |
| Bronzo  | Germania Ovest   | Joachim Ehrig, Peter Funnekötter Franz Held, Wolfgang Plottke    | 6'28"41 |      |
| 4       | Unione Sovietica | Anatoliy Tkachuk, Igor Kashurov Aleksandr Motin, Vitaly Sapronov | 6'31"92 |      |
| 5       | Romania          | Emeric Tuşa, Adalbert Agh Mihai Naumencu, Francisc Papp          | 6'35"60 |      |
| 6       | Danimarca        | Willy Poulsen, Peter Christiansen Egon Pedersen, Rolf Andersen   | 6'37"28 |      |